# José Reyes (receptor)
José Ariel Reyes Ramírez (nacido el 26 de febrero de 1983 en Barahona) es un ex receptor dominicano que jugó en las Grandes Ligas de Béisbol con los Cachorros de Chicago durante la temporada 2006.
Reyes fue firmado por los Cachorros como amateur en 1999. Llegó a las Grandes Ligas en 2006 con los Cachorros, pasando parte de una temporada con ellos. Registró un promedio de bateo de .200 con dos carreras impulsadas en  cuatro partidos.